# DR Byen

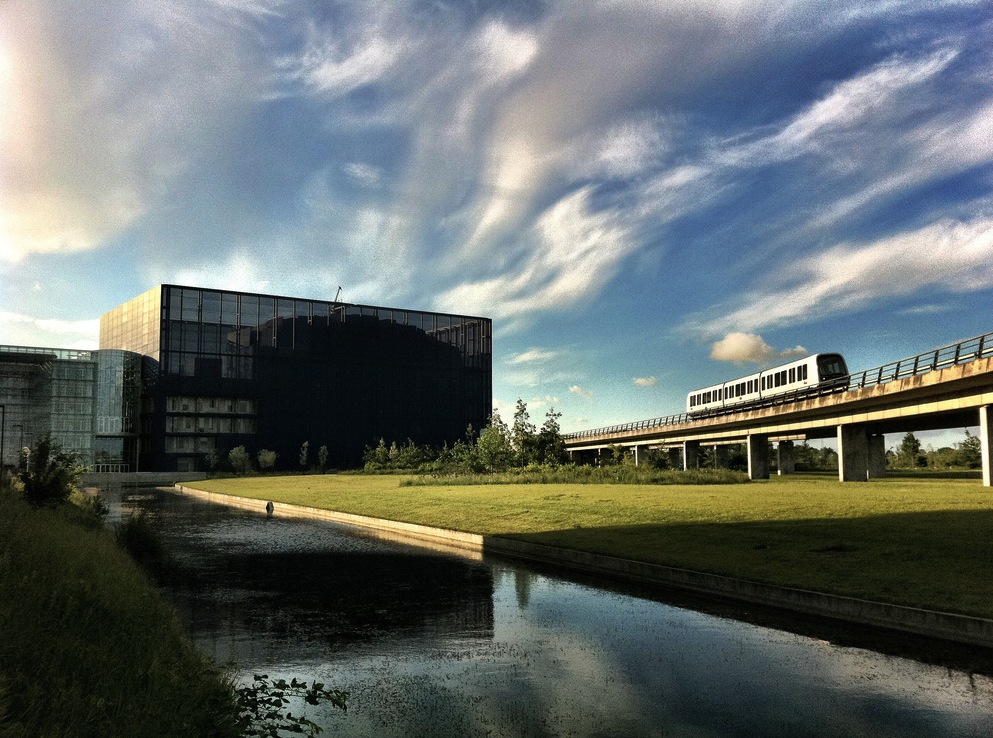
DR Byen, con la Sala de Conciertos, en marzo de 2009.
Photo: Bengt Oberger

DR Byen (pronunciación en danés: /deˀæɐ̯ ˈb̥yˀən/; literalmente: Ciudad DR) es la sede central de la corporación danesa de radiodifusión pública (DR), situada en Copenhague, Dinamarca. El complejo incluye la Sala de Conciertos diseñada por el arquitecto Jean Nouvel.
DR centralizó en este complejo todas sus actividades en Copenhague entre 2006 y 2007. 
DR Byen es también una de las estaciones del Metro de Copenhague.
DR Byen consta de cuatro segmentos:
- Segmento 1: El edificio más grande con los medios de producción de televisión de la DR.
- Segmento 2: La redacción de noticias y deportes, y el canal de radio P3.
- Segmento 3: El atrio que conecta los edificios e incluye los servicios comunes, así como la radio DR København.
- Segmento 4: Sala de Conciertos

El complejo fue una de las sedes propuestas para acoger el Festival de la Canción de Eurovisión 2014. En caso de que hubiese resultado elegido, el festival se habría celebrado en una gran carpa temporal instalada en los terrenos del complejo.